# Zvi Kolitz
Zvi Kolitz (* 14. Dezember 1912 in Alytus; † 29. September 2002 in New York, USA) war ein aus Litauen stammender jüdischer Schriftsteller, Journalist, Filmemacher und Theaterproduzent.

## Leben
Zvi Kolitz wurde 1912 im litauischen Städtchen Alytus geboren, als Sohn des Rabbi und Talmudgelehrten Nachmann Kolitz († 1930) und der aus Eydtkuhnen stammenden Mutter Hannah (geborene Heelson). Er wuchs im Schtetl von Alytus auf. Zunächst studierte Kolitz an der angesehenen Jeschiwa Vilijampolė von Slabodka in Kaunas.
Zusammen mit seiner Mutter und sieben Geschwistern (darunter sein Bruder Jitzhak Kolitz, der spätere Oberrabbiner von Jerusalem, und seine Schwester Rachel Margalioth, die zu den bedeutendsten Schriftgelehrten Israels zählt) floh er vor dem sich ausbreitenden Antisemitismus über Deutschland nach Italien. Seine Familie zog weiter nach Palästina, er selbst blieb in Italien und studierte 1930 bis 1933 Geschichte in Florenz und von 1933 bis 1936 an der jüdischen Marineschule der zionistischen Organisation Betar in Civitavecchia. 1936 ging er nach Jerusalem und veröffentlichte eine emphatische Biographie über Mussolini. Er schloss sich der zionistischen Bewegung Wladimir Zeev Jabotinskys an, arbeitete im jüdischen Widerstand (Irgun) und wurde zweimal verhaftet. Als 1942 die Mitglieder der Jabotinsky-Bewegung den Kampf gegen die britische Besatzungsmacht dem Kampf gegen Hitler unterordneten, trat auch Kolitz in die britische Armee ein und war bis Ende des Krieges als Chief Recruiting Officer im Nahen Osten unterwegs. Nebenbei verfasste er Artikel für die Tageszeitung HaBoker („Der Morgen“).
Nach Ende des Krieges ging er nach Buenos Aires, wo er in wenigen Tagen sein bekanntestes Werk schrieb, Jossel Rakovers Wendung zu Gott, das am 25. September 1946 in Die Jiddische Zeitung erschien. Im Dezember 1946 war er Delegierter beim 22. Zionistenkongress in Basel.
Er war Drehbuchautor und Koproduzent von Höhe 24 antwortet nicht, des ersten international erfolgreichen israelischen Films (nominiert für die Goldene Palme in Cannes 1955), war Autor mehrerer Bücher, über drei Jahrzehnte lang Kolumnist von Der algemayner Shournal, einer in New York erscheinenden jiddischen Zeitschrift, sowie Autor der Jewish Week.
1964 war er Koproduzent, als am Broadway eine Inszenierung von Rolf Hochhuths vatikankritischem Stück Der Stellvertreter (The Deputy) aufgeführt wurde, was zu heftigen Protesten New Yorker Katholiken führte. Außerdem wirkte er als Koproduzent weiterer Broadway-Stücke, darunter The Megilla of Itzik Manger (1968) und des Musicals I’m Solomon, (1968), das allerdings bereits nach 7 Vorstellungen abgesetzt wurde.
In den letzten Jahrzehnten seines Lebens lebte er vorwiegend in den USA.

## Jossel Ra(c)kower spricht zu Gott
Sein berühmtestes Werk ist der Monolog Jossel Rackowers bzw. Rakowers (je nach deutscher Übersetzung – jiddischer Originaltitel in englischer Transkription: Yossl Rakover ret tsu Got, 1946) über die Frage, ob und wie der Mensch trotz Verfolgung und Leid an Gott glauben kann: „Magst Du mich auch beleidigen, magst Du mich züchtigen, magst Du mir auch wegnehmen das Teuerste und Beste, das ich habe auf der Welt, und mich zu Tode peinigen – ich werde immer an Dich glauben, Dir selbst zum Trotz!“
Wie oben erwähnt, war der Text 1946 unter Kolitz’ Namen in Buenos Aires erschienen. 1953 wurde der Text (ohne Angabe des Autors und ohne die Kennzeichnung als Erzählung) von einem Unbekannten an die in Tel Aviv erscheinende Vierteljahresschrift Die goldene Keit gesandt, die eine gekürzte Fassung im Frühjahr 1954 als authentisches Dokument aus dem Warschauer Ghetto abdruckte.
Weitere Verbreitung erlangte der Text, als die gekürzte Fassung, von David Kohan und Anna Maria Jokl ins Deutsche übersetzt, im Januar 1955 vom Sender Freies Berlin ausgestrahlt wurde. Das große Medienecho der Sendung – Thomas Mann und Rudolf Krämer-Badoni zeigten sich tief ergriffen – erreichte auch den in New York wohnhaften Kolitz, der seine Autorschaft bekannt machte, und damit eine heftige Kontroverse um seinen Text und die angeblich bewusst gestreute Fehlinformation bezüglich der Autorschaft auslöste.
Die Richtigstellung durch Kolitz vermochte jedoch der Legende kein Ende zu machen, denn in einer hebräischen Übersetzung von 1965 ist es wieder ein Testament ohne Autorennamen und in einer Anthologie von 1968 wird zwar der Autor genannt, es wird allerdings behauptet, es habe tatsächlich einen Jossel Rakover gegeben, der im Warschauer Ghetto starb.

## Werke

### Bücher
- Yossl Rakover ret tsu Got. In: Die Jiddische Zeitung Buenos Aires, 25. September 1946. Deutsche Ausgaben:
  - Jossel Rackower spricht zu Gott. Unter Mithilfe von David Kohan aus dem Jiddischen übersetzt von Anna Maria Jokl. Mit drei Linolschnitten von Jan Uhrynowicz. Edition Tiessen, Neu-Isenburg 1985, ISBN 3-920947-66-5
  - Jossel Rakovers Wendung zu Gott. Zweisprachig jiddisch-deutsch. Übersetzt, herausgegeben und mit einem Nachwort von Paul Badde. Mit einem Faksimile der Originalausgabe. Verlag Volk und Welt, Berlin 1996, ISBN 3-353-01069-6. Neuausgabe mit Illustrationen von Tomi Ungerer. Diogenes, Zürich 2004, ISBN 3-257-80012-6
- Tiger beneath the Skin. Stories and parables of the years of death. Creative Age Press, New York 1947
- Survival for what? Philosophical Library, New York (1969)
- The Teacher. An existential approach to the Bible. Crossroad, New York 1982, ISBN 978-0-8245-0507-3
- Confrontation. The existential thought of Rabbi J.B. Soloveitchik. Ktav Publishing House, Hoboken (NJ) 1993, ISBN 0-88125-431-2. Über den Rabbiner und Philosophen Joseph Ber Soloveitchik.

### Film
- Höhe 24 antwortet nicht. Originaltitel: גבעה 24 אינה עונה (Giv’a 24 Eina Ona). Regie: Thorold Dickinson. Israel 1955. 101 min.